# 小行星8082
小行星8082（英語：8082 Haynes）是一颗围绕太阳公转的小行星。1988年7月12日，埃莉諾·赫琳在帕洛马山发现了此天体。
这颗小行星的绝对星等为86.14298867079808等。